# Straatsburger Papyrus

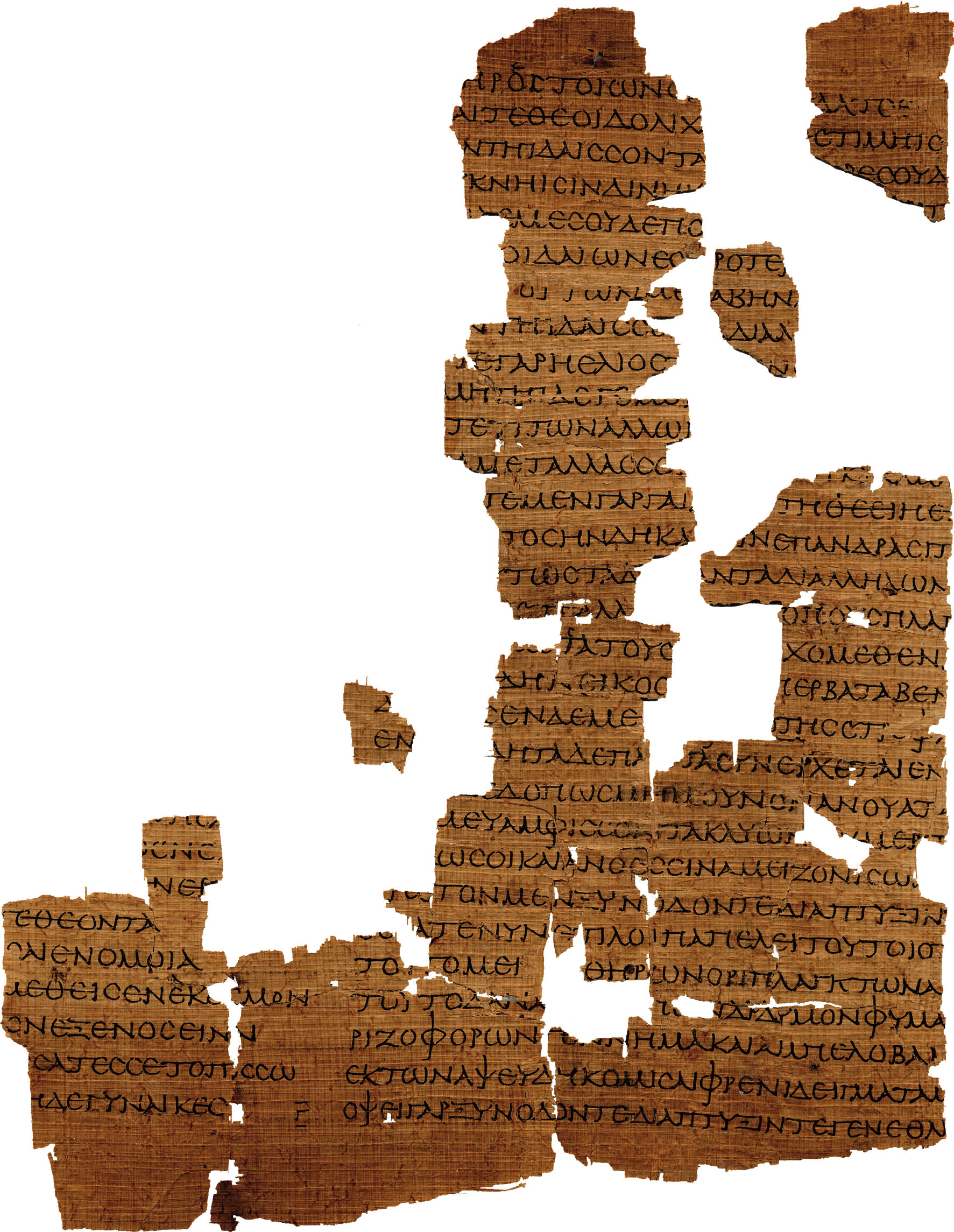
Straatsburger Papyrus met nieuwe fragmenten van Empedocles' werk (I 262–300). De identificatie ervan gebeurde pas in de jaren negentig. P. Strasb. gr. Inv. 1665−1666.

De Straatsburger Papyrus is een reeks papyrussnippers met Empedocles-fragmenten uit het Egypte van de eerste eeuw. De papyrus diende als steun voor een krans van koperen blaadjes die vermoedelijk de nek van een mummie had gedecoreerd. De papyrus werd in 1905 aangekocht door de universiteitsbibliotheek van Straatsburg maar werd lange tijd niet bestudeerd. In 1990 werd de moeilijk leesbare tekst op de snippers geïdentificeerd door de Belgische hoogleraar en papyroloog Alain Martin zijnde afkomstig van de presocratische filosoof Empedocles. Een deel van de versregels was namelijk bekend via citaten in klassieke bronnen, maar de papyrus bevat ook 70 versregels die voorheen onbekend waren. Dat tezamen vormde volgens Martin mogelijk één geheel. Vanaf 1994 werkte Martin samen met classicus Oliver Primavesi om de 52 fragmentjes in elkaar te passen. In 1999 publiceerden zij vervolgens een editie van de Straatsburger Papyrus.
De ontdekking en studie van de Straatsburger Papyrus had verdere gevolgen. Het filosofische werk van Empedocles is bekend onder de titels Over de natuur en Zuiveringen, op grond waarvan lange tijd is aangenomen dat het om twee afzonderlijke werken ging, een natuurwetenschappelijke en een religieus-esoterische. De papyrus toonde echter dat religieuze zaken naast natuurwetenschappelijke zaken stonden. Dit droeg bij aan de opvatting, dat Empedocles wellicht slechts één filosofisch leerdicht schreef. Naast nieuwe stukken tekst werden reeds bekende fragmenten aangevuld, en leverde de tekst een verbeterde lezing op van al bekende fragmenten.
Rein Ferwerda publiceerde in 2006 een editie met vertaling in het Nederlands.